# König & Komp. Villach
König & Komp. Villach ist ein ehemaliger Kärntner Koch- und Backzutatenhersteller. Das Unternehmen stellte Backpulver, Vanillinzucker, Einkochhilfe, Backeiweiß, Pudding und Brausen für den österreichischen Markt her. Das bekannteste Produkt des Unternehmens war der bis heute im Handel erhältliche FLANA-Pudding. Die Produktionsstätte befand sich in Villach.

## Geschichte
Nachdem 1945 die Sowjetunion jenen Landesteil von Österreich besetzte, in dem die Produktionsstätte von Oetker Österreich lag, war der Fortbestand gefährdet. Das Unternehmen wurde in Österreich aufgeteilt. Je ein Viertel erhielten de österreichische Staat, Dr. Oetker, die Backag AG und die neugegründete Firma KÖNIG & Komp. Der aus der Firma Dr. Oetker in Baden bei Wien ausgeschiedene Direktor Walter König hatte diese gegründet, ein Schwiegersohn von Oetker-Österreich-Gründer Hornberg, und stellte die gleichen Produkte her wie zuvor das Dr.-Oetker-Werk.
Walter König war der Schwiegersohn des Oetker-Österreich Gründers Gustav Hornberg. KÖNIG nahm seine Verkaufstätigkeit im August 1949 auf. Anfangs noch in einem gemieteten Objekt, welches alsbald zu klein wurde. Somit wurden die Büros in ein externes Objekt ausgelagert.
Die Marke Dr. Oetker wurde zwischen 1945 und 1955 in Österreich verstaatlicht. Danach gelang es, sich aus der Verstaatlichung durch die Sowjetunion zu lösen, nachdem deren Besatzungstruppen abgezogen waren. Dr. Oetker-Österreich gründete sich als „Dr. August Oetker“ in Salzburg wieder, was auf eine persönliche Initiative von Rudolf-August Oetker zurückging. Zu diesem Zeitpunkt war KÖNIG aber bereits erfolgreich auf dem Markt vertreten, so dass beschlossen wurde, im „gelenkten Konkurrenzkampf“ Marktanteile „gemeinsam“ zu erobern. Durch die Verstaatlichung war die Marke Dr. Oetker beschädigt, Verbraucher begegneten ihr noch mit Misstrauen.
Bis 1961 war die Firma KÖNIG an der Adresse Tafernerstraße 6 in Villach zu finden, obgleich hier nurmehr die Produktion beheimatet war. Die Büros waren zu diesem Zeitpunkt umgezogen. 1962 übersiedelte man in den Neubau an der Tirolerstraße 80. In der Tafernerstraße zog als KÖNIG-Nachfolger die Firma Siemens ein. Bis 1962 war der alleinige Geschäftsführer der Firma Walter König selbst, 1963 teilte er sich diese Funktion mit Rudolf Schulz, dem ehemaligen Leiter des Oetker-Werks in Baden. Ab 1964 bis 1966 war Schulz alleiniger Geschäftsführer. Seit 1966 ist die Dr. August Oetker GmbH als Geschäftsführer vermerkt. 1962 wurde KÖNIG & Komp. von Dr. Oetker vollständig übernommen. Die Produkte wurden unter dem Namen KÖNIG noch bis 1965 weitervertrieben. 1965 wurde die Produktion eingestellt bzw. auf Dr. Oetker umgestellt. Oetker Österreich hat noch bis 1999 im selben Firmengebäude die Produkte für den österreichischen Markt hergestellt. Bekannt wurde die Firma vor allem durch die erstmals am Markt erhältlichen Bilderrezepte. 340 verschiedene Rezepte alleine auf den Backpulver- und Vanillinzuckerpackungen wurden im Laufe von etwa 10 Jahren veröffentlicht.

## Produkte
Im August 1949 war Produktionsstart mit den fünf Produktkategorien Backpulver, Vanillinzucker, Einkochhilfe, Backeiweiß und Brause. 1951 kam das Produkt Pudding mit 10 Geschmacksrichtungen hinzu. Das Produkt Backeiweiß wurde im Jahr 1954, die Brause 1956 eingestellt. Dafür wurde das Produkt Pudding um die Ausprägung FLANA erweitert. Der FLANA wurde als Premium-Pudding eingeführt. Die Vorteile laut König, die im selben Maße auch heute noch hervorgehoben werden, sind, dass er beim Kochen dünnflüssig bleibt, sich somit leicht portionieren lässt und beim Erkalten keine Haut bildet.
Das von König erstmals eingesetzte Farbschema sollte dem Käufer den Griff zu den richtigen Produkten erleichtern:
- Blau = Backpulver
- Rot = Vanillinzucker
- Grün = Einkochhilfe
- Braun = Pudding
- Gelb = Backeiweiß

Die Verbraucher haben durch König schnell Blau mit Backpulver und Rot mit Vanillinzucker assoziiert. Konkurrenzunternehmen verwenden daher teilweise noch heute für diese beiden Gruppen die Farben Rot und Blau.

### Backpulver und Vanillinzucker
Die Firma KÖNIG & Komp. war der Erfinder der Bilderrezepte. Auf der Vorderseite der Packungen befand sich ein Foto, wie das Endergebnis aussehen sollte, auf der Rückseite war das zugehörige Rezept nebst notwendigen Zutaten zu finden. Alleine auf den Backpulver- und Vanillinzuckerpäckchen fanden sich insgesamt 340 verschiedene Rezepte, für die auch ein Sammelalbum aufgelegt wurde.

### Einkochhilfe
Mit 30 verschiedenen Rezepten auf den Einkochhilfe-Briefchen fiel die Zahl hier wesentlich überschaubarer aus. Ein Album gab es dafür nicht.

### Backeiweiß
Das Produkt Backeiweiß, mit dem das Eiklar ersetzt werden konnte, richtete sich sowohl an Haushalte als auch an Großküchen. Vorgeschlagen wurde es zum Panieren, zur Herstellung von Nudeln, Nockerln, Knödeln, Grießschmarren, Reibgerstl uvm. Es erschienen 25 verschiedene Rezepte, jedoch kein Sammelalbum. Interessant ist allerdings, dass das Backeiweiß im Gegensatz zu allen anderen KÖNIG-Produkten keine Erwähnung in den zahllosen KÖNIG-Mehlspeisrezepten fand. Vielleicht auch deshalb stellte sich der große Erfolg nicht ein, weswegen das Produkt bereits im Jahre 1954 wieder vom Markt genommen wurde.

### Pudding
Die Verpackung des Puddingpulvers wurde mehrmals einem Relaunch unterzogen, der erste davon Mitte der 1950er Jahre. Das letzte Erscheinungsbild wurde Anfang der 1960er Jahre bereits von Dr. Oetker entworfen.
Erhältlich war der Pudding in 12 Sorten:
- Schokolade
- Vanille
- (Wal-) Nuss
- Mandel
- Himbeere
- Erdbeere
- Zitrone
- Orange
- Aprikose
- Kakao
- Nougat
- Grieß

Auch hier waren auf der Rückseite Rezepte zu finden, ein Sammelalbum gab es dafür nicht. Wie viele Puddingrezepte insgesamt erschienen, lässt sich heute nicht mehr rekonstruieren.

### FLANA
Beim FLANA-Pudding handelt es sich um eine Erfindung der Firma KÖNIG & Komp. Als die Firma 1965 von Dr. Oetker übernommen wurde, wurde das Produkt fortan unter der Marke Oetker verkauft.

### Brause
Das Brausepulver wurde schon nach kurzer Zeit einem Relaunch unterzogen. Das ursprüngliche, einfach anmutende Packungsdesign, welches auf der Vorderseite keinen Hinweis auf die Herstellerfirma gab, wurde durch ein aufwändigeres Design mit den typischen König-Kronen ersetzt. Auf der Rückseite platzierte man Fortsetzungsgeschichten (eine je Geschmacksrichtung). Insgesamt wurden die 3 Geschichten auf 75 Einzelpäckchen aufgeteilt. Ein Sammelalbum wurde nicht aufgelegt. Erhältlich war es in folgenden Ausprägungen:
- Indianerbrause – Geschmacksrichtung Himbeere (Nr. 1 bis 25)
- Wüstenbrause – Geschmacksrichtung Orange (Nr. 26 bis 50)
- Polarbrause – Geschmacksrichtung Zitrone (Nr. 51 bis 75)

## Publikationen
KÖNIG & Komp. veröffentlichte in den lediglich 16 Jahren seines Bestehens 8 Rezeptbroschüren, 1 Rezeptbuch sowie ein Sammelalbum für die Rezepte auf den Backpulver- und Vanillinzuckerpäckchen.
- KÖNIG Bilderrezepte 1 – Torten und Nachspeisen[15]
- KÖNIG Bilderrezepte 2 – Desserts, Kaffeebäckerei und Salzbäckerei[16]
- KÖNIG Bilderrezepte 3 – Kleines Backwerk
- KÖNIG Bilderrezepte 4 – Torten, Kaffeegebäck, Kleines Backwerk, Nachspeisen, Dessert
- KÖNIG Bilderrezepte 5 – Marmeladen, Jams und eingelegte Gemüse[17]
- KÖNIG Bilderrezepte 6 – Torten, Kaffeegebäck, Kleines Backwerk, Nachspeisen, Dessert
- KÖNIG Bilderrezepte 7 – Kochbuch
- Wir backen mit KÖNIG
- Das große KÖNIG Buch[18]

## Werbebeigaben
KÖNIG versuchte, seine Produkte mit kleinen Werbebeigaben schmackhaft zu machen. Die meisten dieser Beigaben ließ König in mehreren Farben produzieren. Heute ist nurmehr ein Teil dieser Beigaben bekannt:
- Backpulverdose
- Aufbewahrdose
- Zuckerstreuer
- Puddingformen
- Backpulversieb
- Butterdose
- Teigkarte
- Plastik- und Keramikschüsseln
- Tablett
- Messlöffel
- Wäscheklammern
- Tortenheber

## Comeback
KÖNIG kehrte etwa 50 Jahre nach Einstellung der Produktion 2010 zurück auf den österreichischen Markt. Professionellen Verbrauchern standen wieder die Grundprodukte „KÖNIG Vanillinzucker“ und „KÖNIG Backpulver“ in der 1-kg-Dose mit wiederverschließbarem Aromaverschluss zur Verfügung.
Grund dafür war die Übernahme des Vertriebs von Produkten der traditionellen, österreichischen Marke RUMA (Rudolf Maschina) im Jahr 2009 durch Dr. Oetker. Die Markenrechte an RUMA wurden allerdings nicht übernommen. Der Vertrieb unter der Marke RUMA war auf ein Jahr befristet. Nach Fristablauf hat Dr. Oetker daher im Jahr 2010 den Namen auf KÖNIG umgestellt, um den RUMA-Verwendern weiterhin den Bezug einer traditionellen, österreichischen Backartikel-Marke zu ermöglichen.
Da die Akzeptanz der ehemaligen RUMA-Verwender gegenüber der traditionellen, österreichischen Marke KÖNIG jedoch nicht im erhofften Ausmaß eintrat, hat man sich 2012 aus wirtschaftlichen Gründen dazu entschlossen, die Marke KÖNIG wieder einzustellen.